# Elezioni provinciali in Italia del 1998

## Elezioni provinciali del 24 maggio

### Veneto

#### Provincia di Treviso
| Candidati                                         | Candidati                           | Voti                           | %     | Liste                                       | Voti    | %     | Seggi |
| ------------------------------------------------- | ----------------------------------- | ------------------------------ | ----- | ------------------------------------------- | ------- | ----- | ----- |
|                                                   | Luca Zaia Accede al ballottaggio    | 154.687                        | 41,43 | Lega Nord                                   | 154.687 | 41,43 | 22    |
|                                                   | Ivano Sartor Accede al ballottaggio | 90.089                         | 24,13 | Democratici di Sinistra                     | 41.294  | 11,06 | 3     |
| Partito Popolare Italiano - Rinnovamento Italiano | Ivano Sartor Accede al ballottaggio | 90.089                         | 24,13 | 31.332                                      | 8,39    | 2     |       |
| Partito della Rifondazione Comunista - Verdi      | Ivano Sartor Accede al ballottaggio | 90.089                         | 24,13 | 17.463                                      | 4,68    | 1     |       |
| Seggio al candidato presidente                    | Seggio al candidato presidente      | Seggio al candidato presidente | 24,13 | 1                                           |         |       |       |
|                                                   | Francesco Benazzi                   | 62.542                         | 16,75 | Forza Italia - Centro Cristiano Democratico | 37.315  | 9,99  | 2     |
| Alleanza Nazionale                                | Francesco Benazzi                   | 62.542                         | 16,75 | 25.227                                      | 6,76    | 1     |       |
| Seggio al candidato presidente                    | Seggio al candidato presidente      | Seggio al candidato presidente | 16,75 | 1                                           |         |       |       |
|                                                   | Gianni Maddalon                     | 32.444                         | 8,69  | Movimento Nordest                           | 32.444  | 8,69  | 2     |
|                                                   | Carlo Puppinato                     | 26.900                         | 7,20  | Cristiani Democratici Uniti                 | 26.900  | 7,20  | 1     |
|                                                   | Ruggero Zanatta                     | 6.718                          | 1,80  | Socialisti Democratici Italiani (A)         | 6.718   | 1,80  | -     |
| Totale                                            | Totale                              | 373.380                        | 100   |                                             | 373.380 | 100   | 36    |

- La lista contrassegnata con la lettera A è apparentata al secondo turno con il candidato presidente Ivano Sartor.

Ballottaggio
| Candidati | Candidati               | Voti    | %      |
| --------- | ----------------------- | ------- | ------ |
|           | Luca Zaia ✔️ Presidente | 139.161 | 60,0   |
|           | Ivano Sartor            | 92.888  | 40,0   |
| Totale    | Totale                  | 232.049 | 100,00 |

Fonti: Primo turno, candidati - Liste - Secondo turno - Seggi

### Marche

#### Provincia di Ancona
| Candidati                            | Candidati                      | Voti                           | %     | Liste                              | Voti    | %     | Seggi |
| ------------------------------------ | ------------------------------ | ------------------------------ | ----- | ---------------------------------- | ------- | ----- | ----- |
|                                      | Enzo Giancarli ✔️ Presidente   | 142.499                        | 66,19 | Democratici di Sinistra            | 60.843  | 28,26 | 10    |
| Partito della Rifondazione Comunista | Enzo Giancarli ✔️ Presidente   | 142.499                        | 66,19 | 26.202                             | 12,17   | 4     |       |
| Partito Popolare Italiano            | Enzo Giancarli ✔️ Presidente   | 142.499                        | 66,19 | 20.013                             | 9,30    | 3     |       |
| Socialisti Democratici Italiani      | Enzo Giancarli ✔️ Presidente   | 142.499                        | 66,19 | 11.883                             | 5,52    | 2     |       |
| Federazione dei Verdi                | Enzo Giancarli ✔️ Presidente   | 142.499                        | 66,19 | 10.136                             | 4,71    | 1     |       |
| Partito Repubblicano Italiano        | Enzo Giancarli ✔️ Presidente   | 142.499                        | 66,19 | 8.903                              | 4,14    | 1     |       |
| Rinnovamento Italiano                | Enzo Giancarli ✔️ Presidente   | 142.499                        | 66,19 | 4.519                              | 2,10    | -     |       |
|                                      | Franco Dolcini                 | 64.543                         | 29,98 | Alleanza Nazionale                 | 26.813  | 12,45 | 3     |
| Forza Italia                         | Franco Dolcini                 | 64.543                         | 29,98 | 23.251                             | 10,80   | 3     |       |
| Cristiani Democratici Uniti          | Franco Dolcini                 | 64.543                         | 29,98 | 14.479                             | 6,73    | 2     |       |
| Seggio al candidato presidente       | Seggio al candidato presidente | Seggio al candidato presidente | 29,98 | 1                                  |         |       |       |
|                                      | Nunzio Proto                   | 4.530                          | 2,10  | Centro Cristiano Democratico       | 4.530   | 2,10  | -     |
|                                      | Gabriele Virone                | 3.714                          | 1,73  | Movimento Sociale Fiamma Tricolore | 3.714   | 1,73  | -     |
| Totale                               | Totale                         | 215.286                        |       |                                    | 215.286 | 100   | 30    |

Fonti: Candidati - Liste

### Calabria

#### Provincia di Reggio Calabria
| Candidati                            | Candidati                            | Voti                           | %     | Liste                                   | Voti    | %     | Seggi |
| ------------------------------------ | ------------------------------------ | ------------------------------ | ----- | --------------------------------------- | ------- | ----- | ----- |
|                                      | Cosimo Antonio Calabrò ✔️ Presidente | 142.083                        | 50,31 | Democratici di Sinistra                 | 41.364  | 14,65 | 6     |
| Partito Popolare Italiano            | Cosimo Antonio Calabrò ✔️ Presidente | 142.083                        | 50,31 | 35.504                                  | 12,57   | 5     |       |
| Partito della Rifondazione Comunista | Cosimo Antonio Calabrò ✔️ Presidente | 142.083                        | 50,31 | 18.835                                  | 6,67    | 2     |       |
| Socialisti Democratici Italiani      | Cosimo Antonio Calabrò ✔️ Presidente | 142.083                        | 50,31 | 17.608                                  | 6,23    | 2     |       |
| Rinnovamento Italiano                | Cosimo Antonio Calabrò ✔️ Presidente | 142.083                        | 50,31 | 16.961                                  | 6,02    | 2     |       |
| Partito Repubblicano Italiano        | Cosimo Antonio Calabrò ✔️ Presidente | 142.083                        | 50,31 | 7.102                                   | 2,51    | 1     |       |
| Federazione dei Verdi                | Cosimo Antonio Calabrò ✔️ Presidente | 142.083                        | 50,31 | 4.709                                   | 1,67    | -     |       |
|                                      | Umberto Pirilli                      | 100.432                        | 35,56 | Alleanza Nazionale                      | 30.841  | 10,92 | 3     |
| Forza Italia                         | Umberto Pirilli                      | 100.432                        | 35,56 | 30.178                                  | 10,69   | 3     |       |
| Centro Cristiano Democratico         | Umberto Pirilli                      | 100.432                        | 35,56 | 22.670                                  | 8,03    | 2     |       |
| Cristiani Democratici Uniti          | Umberto Pirilli                      | 100.432                        | 35,56 | 16.743                                  | 5,93    | 1     |       |
| Seggio al candidato presidente       | Seggio al candidato presidente       | Seggio al candidato presidente | 35,56 | 1                                       |         |       |       |
|                                      | Saverio Zavettieri                   | 13.303                         | 4,71  | Partito Socialista                      | 13.303  | 4,71  | 1     |
|                                      | Giovanmbattista Bentivoglio          | 12.656                         | 4,48  | Cristiano Democratici per la Repubblica | 12.656  | 4,48  | 1     |
|                                      | Aurelio Chizzoniti                   | 8.145                          | 2,88  | Patto Segni                             | 8.145   | 2,88  | -     |
|                                      | Domenico Barbitta                    | 3.122                          | 1,11  | Movimento Sociale Fiamma Tricolore      | 3.122   | 1,11  | -     |
|                                      | Francesco Domenico Caridi            | 1.374                          | 0,49  | Alleanza Euromediterranea               | 1.374   | 0,49  | -     |
|                                      | Pasquale Serino                      | 1.301                          | 0,46  | Patto Cristiano Esteso                  | 1.301   | 0,46  | -     |
| Totale                               | Totale                               | 282.416                        |       |                                         | 282.416 | 100   | 30    |

Fonti: Candidati - Liste

### Sicilia

#### Provincia di Agrigento
| Candidati                                | Candidati                      | Voti    | %     | Liste                   | Voti    | %     | Seggi |
| ---------------------------------------- | ------------------------------ | ------- | ----- | ----------------------- | ------- | ----- | ----- |
|                                          | Vincenzo Fontana ✔️ Presidente | 118.588 | 50,84 | Forza Italia            | 34.352  | 15,27 | 6     |
| Cristiani Democratici Uniti              | Vincenzo Fontana ✔️ Presidente | 118.588 | 50,84 | 29.661                  | 13,18   | 5     |       |
| Cristiano Democratici per la Repubblica  | Vincenzo Fontana ✔️ Presidente | 118.588 | 50,84 | 22.134                  | 9,84    | 4     |       |
| Alleanza Nazionale                       | Vincenzo Fontana ✔️ Presidente | 118.588 | 50,84 | 19.772                  | 8,79    | 4     |       |
| Partito Socialista - Patto Segni - Altri | Vincenzo Fontana ✔️ Presidente | 118.588 | 50,84 | 11.037                  | 4,90    | 2     |       |
|                                          | Stefano Vivacqua               | 104.449 | 44,78 | Democratici di Sinistra | 32.562  | 14,47 | 4     |
| Partito Popolare Italiano                | Stefano Vivacqua               | 104.449 | 44,78 | 18.865                  | 8,38    | 2     |       |
| Socialisti Democratici Italiani          | Stefano Vivacqua               | 104.449 | 44,78 | 14.336                  | 6,37    | 2     |       |
| La Rete - Verdi                          | Stefano Vivacqua               | 104.449 | 44,78 | 11.866                  | 5,27    | 2     |       |
| Rinnovamento Italiano                    | Stefano Vivacqua               | 104.449 | 44,78 | 11.825                  | 5,25    | 2     |       |
| Partito della Rifondazione Comunista     | Stefano Vivacqua               | 104.449 | 44,78 | 9.924                   | 4,41    | 1     |       |
|                                          | Giuseppe Arnone                | 7.170   | 3,07  | CCD - CDL               | 7.104   | 3,16  | 1     |
|                                          | Leo Pellegrino                 | 3.044   | 1,31  | Noi Siciliani           | 1.593   | 0,71  | -     |
| Totale                                   | Totale                         | 233.251 |       |                         | 225.031 | 100   | 35    |

Fonti: Candidati - Liste

#### Provincia di Caltanissetta
| Candidati                                  | Candidati                                | Voti    | %     | Liste                                | Voti    | %     | Seggi |
| ------------------------------------------ | ---------------------------------------- | ------- | ----- | ------------------------------------ | ------- | ----- | ----- |
|                                            | Filippo Collura Accede al ballottaggio   | 68.392  | 47,83 | Democratici di Sinistra              | 23.107  | 17,35 | 5     |
| Partito Popolare Italiano                  | Filippo Collura Accede al ballottaggio   | 68.392  | 47,83 | 17.257                               | 12,95   | 4     |       |
| Socialisti Democratici Italiani            | Filippo Collura Accede al ballottaggio   | 68.392  | 47,83 | 12.841                               | 9,64    | 3     |       |
| Rinnovamento Italiano - Unione Democratica | Filippo Collura Accede al ballottaggio   | 68.392  | 47,83 | 9.126                                | 6,85    | 2     |       |
| La Rete - Verdi                            | Filippo Collura Accede al ballottaggio   | 68.392  | 47,83 | 2.090                                | 1,57    | 1     |       |
|                                            | Vincenzo Rampulla Accede al ballottaggio | 39.640  | 27,72 | Forza Italia                         | 18.031  | 13,53 | 2     |
| Alleanza Nazionale                         | Vincenzo Rampulla Accede al ballottaggio | 39.640  | 27,72 | 10.778                               | 8,09    | 2     |       |
| Centro Cristiano Democratico               | Vincenzo Rampulla Accede al ballottaggio | 39.640  | 27,72 | 8.335                                | 6,25    | 1     |       |
|                                            | Michele Vizzini                          | 20.788  | 14,54 | CDU - CDL                            | 16.870  | 12,66 | 3     |
| Centro                                     | Michele Vizzini                          | 20.788  | 14,54 | 2.715                                | 2,04    | -     |       |
|                                            | Luciano Vullo                            | 12.806  | 8,96  | Partito della Rifondazione Comunista | 10.998  | 8,25  | 2     |
|                                            | Luca Bonanno                             | 1.369   | 0,96  | Noi Siciliani                        | 1.122   | 0,84  | -     |
| Totale                                     | Totale                                   | 142.995 |       |                                      | 133.270 |       | 25    |

Ballottaggio
| Candidati | Candidati                     | Voti    | %      |
| --------- | ----------------------------- | ------- | ------ |
|           | Filippo Collura ✔️ Presidente | 65.295  | 62,4   |
|           | Vincenzo Rampulla             | 39.389  | 37,6   |
| Totale    | Totale                        | 104.684 | 100,00 |

Fonti: Primo turno, candidati - Liste - Secondo turno - Seggi

#### Provincia di Catania
| Candidati                               | Candidati                    | Voti    | %     | Liste                              | Voti    | %     | Seggi |
| --------------------------------------- | ---------------------------- | ------- | ----- | ---------------------------------- | ------- | ----- | ----- |
|                                         | Nello Musumeci ✔️ Presidente | 311.076 | 60,16 | Alleanza Nazionale                 | 77.001  | 16,17 | 8     |
| Forza Italia                            | Nello Musumeci ✔️ Presidente | 311.076 | 60,16 | 65.025                             | 13,65   | 6     |       |
| Cristiani Democratici Uniti             | Nello Musumeci ✔️ Presidente | 311.076 | 60,16 | 55.780                             | 11,71   | 5     |       |
| Cristiano Democratici per la Repubblica | Nello Musumeci ✔️ Presidente | 311.076 | 60,16 | 47.861                             | 10,05   | 5     |       |
| Centro Cristiano Democratico            | Nello Musumeci ✔️ Presidente | 311.076 | 60,16 | 26.327                             | 5,53    | 3     |       |
|                                         | Rosario Pettinato            | 196.543 | 38,01 | Democratici di Sinistra            | 47.634  | 10,00 | 4     |
| Partito Popolare Italiano               | Rosario Pettinato            | 196.543 | 38,01 | 38.291                             | 8,04    | 3     |       |
| Con Bianco                              | Rosario Pettinato            | 196.543 | 38,01 | 36.022                             | 7,56    | 3     |       |
| Rinnovamento Italiano                   | Rosario Pettinato            | 196.543 | 38,01 | 20.020                             | 4,20    | 2     |       |
| Partito della Rifondazione Comunista    | Rosario Pettinato            | 196.543 | 38,01 | 18.836                             | 3,95    | 2     |       |
| La Rete - Verdi                         | Rosario Pettinato            | 196.543 | 38,01 | 14.357                             | 3,01    | 1     |       |
| Socialisti Democratici Italiani         | Rosario Pettinato            | 196.543 | 38,01 | 13.680                             | 2,87    | 1     |       |
| Partito Socialista                      | Rosario Pettinato            | 196.543 | 38,01 | 7.348                              | 1,54    | 1     |       |
|                                         | Francesco Condorelli         | 5.582   | 1,08  | Movimento Sociale Fiamma Tricolore | 5.242   | 1,10  | 1     |
|                                         | Giuseppe Campo               | 2.269   | 0,44  | Sud in Movimento                   | 1.013   | 0,21  | -     |
| Unione Giovani del Sud                  | Giuseppe Campo               | 2.269   | 0,44  | 486                                | 0,10    | -     |       |
|                                         | Filippo Morana               | 1.654   | 0,32  | Noi Siciliani - FNS                | 1.339   | 0,28  | -     |
| Totale                                  | Totale                       | 517.124 |       |                                    | 476.262 |       | 45    |

Fonti: Candidati - Liste

#### Provincia di Enna
| Candidati                      | Candidati                      | Voti   | %     | Liste                                       | Voti   | %     | Seggi |
| ------------------------------ | ------------------------------ | ------ | ----- | ------------------------------------------- | ------ | ----- | ----- |
|                                | Michele Galvagno ✔️ Presidente | 55.408 | 56,30 | Democratici di Sinistra                     | 27.271 | 29,14 | 7     |
| Partito Popolare Italiano      | Michele Galvagno ✔️ Presidente | 55.408 | 56,30 | 20.876                                      | 22,31  | 6     |       |
| Rinnovamento Italiano          | Michele Galvagno ✔️ Presidente | 55.408 | 56,30 | 3.750                                       | 4,01   | 1     |       |
| La Rete                        | Michele Galvagno ✔️ Presidente | 55.408 | 56,30 | 2.641                                       | 2,82   | 1     |       |
|                                | Gaetano Lo Manto               | 32.198 | 32,72 | Forza Italia - Centro Cristiano Democratico | 11.716 | 12,52 | 3     |
| Partito Socialista - CDU - CDR | Gaetano Lo Manto               | 32.198 | 32,72 | 10.604                                      | 11,33  | 3     |       |
| Alleanza Nazionale             | Gaetano Lo Manto               | 32.198 | 32,72 | 8.007                                       | 8,56   | 2     |       |
|                                | Gaetano Virlinzi               | 5.089  | 5,17  | Partito della Rifondazione Comunista        | 4.298  | 4,59  | 1     |
|                                | Giuseppe Alfeo                 | 2.851  | 2,90  | Socialisti Democratici Italiani             | 2.824  | 3,02  | 1     |
|                                | Michele Crisafulli             | 2.358  | 2,40  | Noi Siciliani - FNS                         | 1.374  | 1,47  | -     |
|                                | Armando Piano Del Balzo        | 514    | 0,52  | Lista civica                                | 227    | 0,24  | -     |
| Totale                         | Totale                         | 98.418 |       |                                             | 93.588 |       | 25    |

Fonti: Candidati - Liste

#### Provincia di Messina
| Candidati                               | Candidati                       | Voti    | %     | Liste                              | Voti    | %     | Seggi |
| --------------------------------------- | ------------------------------- | ------- | ----- | ---------------------------------- | ------- | ----- | ----- |
|                                         | Giuseppe Buzzanca ✔️ Presidente | 252.777 | 67,13 | Forza Italia                       | 57.772  | 16,27 | 7     |
| Alleanza Nazionale                      | Giuseppe Buzzanca ✔️ Presidente | 252.777 | 67,13 | 51.309                             | 14,45   | 7     |       |
| Cristiano Democratici per la Repubblica | Giuseppe Buzzanca ✔️ Presidente | 252.777 | 67,13 | 46.247                             | 13,03   | 6     |       |
| Cristiani Democratici Uniti             | Giuseppe Buzzanca ✔️ Presidente | 252.777 | 67,13 | 41.484                             | 11,68   | 5     |       |
| Centro Cristiano Democratico            | Giuseppe Buzzanca ✔️ Presidente | 252.777 | 67,13 | 33.518                             | 9,44    | 4     |       |
| Partito Socialista                      | Giuseppe Buzzanca ✔️ Presidente | 252.777 | 67,13 | 12.965                             | 3,65    | 2     |       |
|                                         | Mario Bolognari                 | 115.583 | 30,70 | Partito Popolare Italiano          | 33.627  | 9,47  | 4     |
| Democratici di Sinistra                 | Mario Bolognari                 | 115.583 | 30,70 | 33.039                             | 9,31    | 4     |       |
| Socialisti Democratici Italiani         | Mario Bolognari                 | 115.583 | 30,70 | 16.580                             | 4,67    | 2     |       |
| Lista civica                            | Mario Bolognari                 | 115.583 | 30,70 | 11.345                             | 3,20    | 2     |       |
| Partito della Rifondazione Comunista    | Mario Bolognari                 | 115.583 | 30,70 | 9.820                              | 2,77    | 1     |       |
| Partito Pensionati                      | Mario Bolognari                 | 115.583 | 30,70 | 751                                | 0,21    | -     |       |
|                                         | Giuseppe Mario Scalisi          | 5.713   | 1,52  | Movimento Sociale Fiamma Tricolore | 5.249   | 1,48  | 1     |
|                                         | Teresa Canepa                   | 2.466   | 0,65  | Noi Siciliani - FNS                | 1.349   | 0,38  | -     |
| Totale                                  | Totale                          | 376.539 |       |                                    | 355.055 |       | 45    |

Fonti: Candidati - Liste

#### Provincia di Palermo
| Candidati                            | Candidati                       | Voti    | %     | Liste                   | Voti    | %     | Seggi |
| ------------------------------------ | ------------------------------- | ------- | ----- | ----------------------- | ------- | ----- | ----- |
|                                      | Francesco Musotto ✔️ Presidente | 296.045 | 55,32 | Forza Italia            | 99.764  | 19,96 | 9     |
| Cristiani Democratici Uniti          | Francesco Musotto ✔️ Presidente | 296.045 | 55,32 | 66.147                  | 13,24   | 6     |       |
| Alleanza Nazionale                   | Francesco Musotto ✔️ Presidente | 296.045 | 55,32 | 57.512                  | 11,51   | 6     |       |
| Centro                               | Francesco Musotto ✔️ Presidente | 296.045 | 55,32 |                         | 7,80    | 4     |       |
| CCD - CDL                            | Francesco Musotto ✔️ Presidente | 296.045 | 55,32 | 23.266                  | 4,66    | 2     |       |
|                                      | Pietro Puccio                   | 230.852 | 43,14 | Democratici di Sinistra | 65.093  | 13,02 | 6     |
| La Rete                              | Pietro Puccio                   | 230.852 | 43,14 | 39.729                  | 7,95    | 3     |       |
| Partito Popolare Italiano            | Pietro Puccio                   | 230.852 | 43,14 | 37.837                  | 7,57    | 3     |       |
| Partito della Rifondazione Comunista | Pietro Puccio                   | 230.852 | 43,14 | 21.228                  | 4,25    | 2     |       |
| Federazione dei Verdi - Lista civica | Pietro Puccio                   | 230.852 | 43,14 | 15.177                  | 3,04    | 1     |       |
| Rinnovamento Italiano                | Pietro Puccio                   | 230.852 | 43,14 | 13.407                  | 2,68    | 1     |       |
| Socialisti Democratici Italiani      | Pietro Puccio                   | 230.852 | 43,14 | 11.164                  | 2,23    | 1     |       |
| Unione Democratica Federalista       | Pietro Puccio                   | 230.852 | 43,14 | 5.934                   | 1,19    | 1     |       |
|                                      | Giuseppe Scianò                 | 8.260   | 1,54  | Noi Siciliani - FNS     | 4.523   | 0,91  | -     |
| Totale                               | Totale                          | 535.157 |       |                         | 499.761 |       | 45    |

Fonti: Candidati - Liste

#### Provincia di Ragusa
| Candidati                                      | Candidati                    | Voti    | %     | Liste                   | Voti    | %     | Seggi |
| ---------------------------------------------- | ---------------------------- | ------- | ----- | ----------------------- | ------- | ----- | ----- |
|                                                | Giovanni Mauro ✔️ Presidente | 86.833  | 56,61 | Forza Italia            | 26.664  | 19,99 | 6     |
| CDU - CDR                                      | Giovanni Mauro ✔️ Presidente | 86.833  | 56,61 | 21.759                  | 16,31   | 4     |       |
| Alleanza Nazionale                             | Giovanni Mauro ✔️ Presidente | 86.833  | 56,61 | 17.865                  | 13,39   | 4     |       |
| CCD - CDL                                      | Giovanni Mauro ✔️ Presidente | 86.833  | 56,61 | 3.615                   | 2,71    | 1     |       |
|                                                | Rosario Cintolo              | 63.555  | 41,43 | Democratici di Sinistra | 26.909  | 20,17 | 4     |
| Partito Popolare Italiano - Unione Democratica | Rosario Cintolo              | 63.555  | 41,43 | 8.179                   | 6,13    | 1     |       |
| La Rete - Verdi                                | Rosario Cintolo              | 63.555  | 41,43 | 6.995                   | 5,24    | 1     |       |
| Partito della Rifondazione Comunista           | Rosario Cintolo              | 63.555  | 41,43 | 6.141                   | 4,60    | 1     |       |
| Popolari                                       | Rosario Cintolo              | 63.555  | 41,43 | 5.197                   | 3,90    | 1     |       |
| Socialisti Democratici Italiani                | Rosario Cintolo              | 63.555  | 41,43 | 5.036                   | 3,77    | 1     |       |
| Rinnovamento Italiano                          | Rosario Cintolo              | 63.555  | 41,43 | 3.215                   | 2,41    | 1     |       |
|                                                | Giorgio Sortino              | 3.010   | 1,96  | Noi Siciliani - FNS     | 1.837   | 1,38  | -     |
| Totale                                         | Totale                       | 153.398 |       |                         | 133.412 |       | 25    |

Fonti: Candidati - Liste

#### Provincia di Siracusa
| Candidati                            | Candidati                              | Voti    | %     | Liste                                       | Voti    | %     | Seggi |
| ------------------------------------ | -------------------------------------- | ------- | ----- | ------------------------------------------- | ------- | ----- | ----- |
|                                      | Bruno Marziano Accede al ballottaggio  | 84.902  | 41,75 | Democratici di Sinistra                     | 28.945  | 15,22 | 6     |
| Partito Popolare Italiano            | Bruno Marziano Accede al ballottaggio  | 84.902  | 41,75 | 26.717                                      | 14,05   | 6     |       |
| Socialisti Democratici Italiani      | Bruno Marziano Accede al ballottaggio  | 84.902  | 41,75 | 9.458                                       | 4,97    | 2     |       |
| Partito della Rifondazione Comunista | Bruno Marziano Accede al ballottaggio  | 84.902  | 41,75 | 7.816                                       | 4,11    | 2     |       |
| Federazione dei Verdi                | Bruno Marziano Accede al ballottaggio  | 84.902  | 41,75 | 4.432                                       | 2,33    | 1     |       |
|                                      | Mario Cavallaro Accede al ballottaggio | 59.099  | 29,06 | Forza Italia                                | 28.389  | 14,93 | 4     |
| Alleanza Nazionale                   | Mario Cavallaro Accede al ballottaggio | 59.099  | 29,06 | 19.572                                      | 10,29   | 3     |       |
| CCD - CDL                            | Mario Cavallaro Accede al ballottaggio | 59.099  | 29,06 | 6.416                                       | 3,37    | 1     |       |
|                                      | Carmelo Fileti                         | 31.136  | 15,31 | Cristiano Democratici per la Repubblica (A) | 19.118  | 10,06 | 2     |
| Cristiani Democratici Uniti (B)      | Carmelo Fileti                         | 31.136  | 15,31 | 12.280                                      | 6,46    | 2     |       |
|                                      | Riccardo Gionfrido                     | 28.232  | 13,88 | La Rete - Lista civica (C)                  | 11.698  | 6,15  | 3     |
| Rinnovamento Italiano                | Riccardo Gionfrido                     | 28.232  | 13,88 | 11.282                                      | 5,93    | 2     |       |
| Noi Siciliani (D)                    | Riccardo Gionfrido                     | 28.232  | 13,88 | 3.997                                       | 2,10    | 1     |       |
| Totale                               | Totale                                 | 203.369 |       |                                             | 190.120 |       | 35    |

- Le liste contrassegnate con le lettere A e B sono apparentate al secondo turno con il candidato presidente Mario Cavallaro.
- Le liste contrassegnate con le lettere C e D sono apparentate al secondo turno con il candidato presidente Bruno Marziano.

Ballottaggio
| Candidati | Candidati                    | Voti    | %      |
| --------- | ---------------------------- | ------- | ------ |
|           | Bruno Marziano ✔️ Presidente | 82.637  | 61,6   |
|           | Mario Cavallaro              | 51.588  | 38,4   |
| Totale    | Totale                       | 134.225 | 100,00 |

Fonti: Primo turno, candidati - Liste - Secondo turno - Seggi

#### Provincia di Trapani
| Candidati                            | Candidati                  | Voti    | %     | Liste                   | Voti    | %     | Seggi |
| ------------------------------------ | -------------------------- | ------- | ----- | ----------------------- | ------- | ----- | ----- |
|                                      | Giulia Adamo ✔️ Presidente | 120.714 | 52,64 | Forza Italia            | 35.161  | 16,51 | 6     |
| CDU - CDR                            | Giulia Adamo ✔️ Presidente | 120.714 | 52,64 | 33.372                  | 15,67   | 6     |       |
| CCD - CDL                            | Giulia Adamo ✔️ Presidente | 120.714 | 52,64 | 26.149                  | 12,28   | 5     |       |
| Alleanza Nazionale                   | Giulia Adamo ✔️ Presidente | 120.714 | 52,64 | 23.007                  | 10,80   | 4     |       |
|                                      | Francesca Messana          | 94.568  | 41,24 | Democratici di Sinistra | 24.585  | 11,55 | 4     |
| Partito Popolare Italiano            | Francesca Messana          | 94.568  | 41,24 | 21.012                  | 9,87    | 3     |       |
| Rinnovamento Italiano - Lista civica | Francesca Messana          | 94.568  | 41,24 | 19.302                  | 9,06    | 3     |       |
| Socialisti Democratici Italiani      | Francesca Messana          | 94.568  | 41,24 | 15.030                  | 7,06    | 2     |       |
| Partito della Rifondazione Comunista | Francesca Messana          | 94.568  | 41,24 | 6.898                   | 3,24    | 1     |       |
| La Rete - Verdi                      | Francesca Messana          | 94.568  | 41,24 |                         | 2,44    | 1     |       |
|                                      | Giuseppe Bologna           | 10.858  | 4,73  | Lista civica            | 2.611   | 1,23  | -     |
|                                      | Francesco Stalteri         | 3.177   | 1,39  | Lega Sicilia Federale   | 623     | 0,29  | -     |
| Totale                               | Totale                     | 229.317 |       |                         | 212.944 |       | 35    |

Fonti: Candidati - Liste

## Elezioni provinciali del 29 novembre
Sono di seguito indicati i risultati ufficiosi, parzialmente diversi da quelli ufficiali successivamente divulgati dallo stesso ministero dell'interno.

### Toscana

#### Provincia di Massa-Carrara
| Candidati                       | Candidati                    | Voti   | %     | Liste                                | Voti   | %     | Seggi |
| ------------------------------- | ---------------------------- | ------ | ----- | ------------------------------------ | ------ | ----- | ----- |
|                                 | Franco Gussoni ✔️ Presidente | 58.605 | 60,98 | Democratici di Sinistra              | 21.797 | 22,68 | 6     |
| Partito Popolare Italiano       | Franco Gussoni ✔️ Presidente | 58.605 | 60,98 | 13.671                               | 14,23  | 4     |       |
| Socialisti Democratici Italiani | Franco Gussoni ✔️ Presidente | 58.605 | 60,98 | 9.376                                | 9,76   | 2     |       |
| Partito Repubblicano Italiano   | Franco Gussoni ✔️ Presidente | 58.605 | 60,98 | 5.703                                | 5,93   | 1     |       |
| Partito dei Comunisti Italiani  | Franco Gussoni ✔️ Presidente | 58.605 | 60,98 | 4.930                                | 5,13   | 1     |       |
| Federazione dei Verdi           | Franco Gussoni ✔️ Presidente | 58.605 | 60,98 | 3.128                                | 3,25   | 1     |       |
|                                 | Pier Luigi Bordigoni         | 24.267 | 25,25 | FI - AN - CCD                        | 24.267 | 25,25 | 6     |
|                                 | Paolo Zammori                | 11.188 | 11,64 | Partito della Rifondazione Comunista | 11.188 | 11,64 | 3     |
|                                 | Luana Bruschi                | 2.041  | 2,12  | Lega Nord                            | 2.041  | 2,12  | -     |
| Totale                          | Totale                       | 96.101 |       |                                      | 96.101 |       | 24    |

Fonti: Candidati - Liste

### Lazio

#### Provincia di Roma
| Candidati                            | Candidati                                    | Voti                           | %     | Liste                                | Voti      | %     | Seggi |
| ------------------------------------ | -------------------------------------------- | ------------------------------ | ----- | ------------------------------------ | --------- | ----- | ----- |
|                                      | Pasqualina Napoletano Accede al ballottaggio | 817.798                        | 48,53 | Democratici di Sinistra              | 406.989   | 24,15 | 10    |
| Partito della Rifondazione Comunista | Pasqualina Napoletano Accede al ballottaggio | 817.798                        | 48,53 | 121.509                              | 7,21      | 3     |       |
| Partito Popolare Italiano            | Pasqualina Napoletano Accede al ballottaggio | 817.798                        | 48,53 | 89.268                               | 5,30      | 2     |       |
| Federazione dei Verdi                | Pasqualina Napoletano Accede al ballottaggio | 817.798                        | 48,53 | 77.084                               | 4,57      | 1     |       |
| Partito dei Comunisti Italiani       | Pasqualina Napoletano Accede al ballottaggio | 817.798                        | 48,53 | 49.085                               | 2,91      | 1     |       |
| Socialisti Democratici Italiani      | Pasqualina Napoletano Accede al ballottaggio | 817.798                        | 48,53 | 39.997                               | 2,37      | -     |       |
| RI - UD - PRI - Liberali             | Pasqualina Napoletano Accede al ballottaggio | 817.798                        | 48,53 | 33.866                               | 2,01      | -     |       |
| Seggio al candidato presidente       | Seggio al candidato presidente               | Seggio al candidato presidente | 48,53 | 1                                    |           |       |       |
|                                      | Silvano Moffa Accede al ballottaggio         | 753.236                        | 44,70 | Alleanza Nazionale                   | 449.950   | 26,70 | 17    |
| Forza Italia                         | Silvano Moffa Accede al ballottaggio         | 753.236                        | 44,70 | 211.442                              | 12,55     | 8     |       |
| Centro Cristiano Democratico         | Silvano Moffa Accede al ballottaggio         | 753.236                        | 44,70 | 60.239                               | 3,57      | 2     |       |
| Partito Socialista                   | Silvano Moffa Accede al ballottaggio         | 753.236                        | 44,70 | 19.226                               | 1,14      | -     |       |
| Pensionati Uomini Vivi               | Silvano Moffa Accede al ballottaggio         | 753.236                        | 44,70 | 12.379                               | 0,73      | -     |       |
|                                      | Giorgio Fanfani                              | 37.415                         | 2,22  | Unione Democratica per la Repubblica | 37.415    | 2,22  | -     |
|                                      | Marco Duspiva                                | 25.065                         | 1,49  | Movimento Sociale Fiamma Tricolore   | 25.065    | 1,49  | -     |
|                                      | Adriano Tilgher                              | 24.986                         | 1,48  | Fronte Nazionale                     | 24.986    | 1,48  | -     |
|                                      | Carlo Alberto Ciocci                         | 13.748                         | 0,82  | Democrazia Cristiana                 | 13.748    | 0,82  | -     |
|                                      | Umberto Silvestri                            | 8.826                          | 0,52  | Lista Robin Hood                     | 8.826     | 0,52  | -     |
|                                      | Fulvio De Vita                               | 4.127                          | 0,24  | Partito Umanista                     | 4.127     | 0,24  | -     |
| Totale                               | Totale                                       | 1.685.201                      |       |                                      | 1.685.201 |       | 45    |

Ballottaggio
| Candidati | Candidati                   | Voti      | %      |
| --------- | --------------------------- | --------- | ------ |
|           | Silvano Moffa ✔️ Presidente | 685.487   | 51,08  |
|           | Pasqualina Napoletano       | 656.586   | 48,92  |
| Totale    | Totale                      | 1.343.144 | 100,00 |

Fonti: Primo turno, candidati - Liste - Secondo turno - Seggi

### Campania

#### Provincia di Benevento
| Candidati                       | Candidati                      | Voti                           | %     | Liste                                | Voti    | %     | Seggi |
| ------------------------------- | ------------------------------ | ------------------------------ | ----- | ------------------------------------ | ------- | ----- | ----- |
|                                 | Carmine Nardone ✔️ Presidente  | 102.484                        | 60,71 | Unione Democratica per la Repubblica | 27.561  | 16,33 | 5     |
| Partito Popolare Italiano       | Carmine Nardone ✔️ Presidente  | 102.484                        | 60,71 | 21.405                               | 12,68   | 3     |       |
| Democratici di Sinistra         | Carmine Nardone ✔️ Presidente  | 102.484                        | 60,71 | 21.265                               | 12,60   | 3     |       |
| Socialisti Democratici Italiani | Carmine Nardone ✔️ Presidente  | 102.484                        | 60,71 | 12.182                               | 7,22    | 2     |       |
| Rinnovamento Italiano           | Carmine Nardone ✔️ Presidente  | 102.484                        | 60,71 | 10.464                               | 6,20    | 1     |       |
| Unione Democratica per Mastella | Carmine Nardone ✔️ Presidente  | 102.484                        | 60,71 | 9.607                                | 5,69    | 1     |       |
|                                 | Ernesto Mazzoni                | 54.387                         | 32,22 | Alleanza Nazionale                   | 21.570  | 12,78 | 3     |
| Forza Italia                    | Ernesto Mazzoni                | 54.387                         | 32,22 | 21.052                               | 12,47   | 3     |       |
| Centro Cristiano Democratico    | Ernesto Mazzoni                | 54.387                         | 32,22 | 11.765                               | 6,97    | 1     |       |
| Seggio al candidato presidente  | Seggio al candidato presidente | Seggio al candidato presidente | 32,22 | 1                                    |         |       |       |
|                                 | Raimondo Mazzarelli            | 7.792                          | 4,62  | Federazione dei Verdi                | 7.792   | 4,62  | 1     |
|                                 | Antonio Broccoli               | 4.157                          | 2,46  | Partito della Rifondazione Comunista | 4.157   | 2,46  | -     |
| Totale                          | Totale                         | 168.820                        |       |                                      | 168.820 |       | 24    |

Fonti: Candidati - Liste

### Puglia

#### Provincia di Foggia
| Candidati                            | Candidati                        | Voti                           | %     | Liste                                | Voti    | %     | Seggi |
| ------------------------------------ | -------------------------------- | ------------------------------ | ----- | ------------------------------------ | ------- | ----- | ----- |
|                                      | Antonio Pellegrino ✔️ Presidente | 161.516                        | 51,06 | Democratici di Sinistra              | 61.624  | 19,47 | 7     |
| Partito Popolare Italiano            | Antonio Pellegrino ✔️ Presidente | 161.516                        | 51,06 | 32.500                               | 10,27   | 4     |       |
| Socialisti Democratici Italiani      | Antonio Pellegrino ✔️ Presidente | 161.516                        | 51,06 | 23.482                               | 7,42    | 3     |       |
| Rinnovamento Italiano                | Antonio Pellegrino ✔️ Presidente | 161.516                        | 51,06 | 16.182                               | 5,11    | 2     |       |
| Partito della Rifondazione Comunista | Antonio Pellegrino ✔️ Presidente | 161.516                        | 51,06 | 13.724                               | 4,34    | 1     |       |
| Federazione dei Verdi                | Antonio Pellegrino ✔️ Presidente | 161.516                        | 51,06 | 8.257                                | 2,61    | 1     |       |
| Partito dei Comunisti Italiani       | Antonio Pellegrino ✔️ Presidente | 161.516                        | 51,06 | 6.403                                | 2,02    | -     |       |
|                                      | Augusto Cicolella                | 121.682                        | 38,46 | Alleanza Nazionale                   | 45.060  | 14,24 | 4     |
| Forza Italia                         | Augusto Cicolella                | 121.682                        | 38,46 | 37.610                               | 11,88   | 3     |       |
| Cristiani Democratici per la Libertà | Augusto Cicolella                | 121.682                        | 38,46 | 23.531                               | 7,43    | 2     |       |
| Centro Cristiano Democratico         | Augusto Cicolella                | 121.682                        | 38,46 | 15.597                               | 4,93    | 1     |       |
| Seggio al candidato presidente       | Seggio al candidato presidente   | Seggio al candidato presidente | 38,46 | 1                                    |         |       |       |
|                                      | Giuseppe Zingrillo               | 20.519                         | 6,49  | Unione Democratica per la Repubblica | 19.897  | 6,29  | 1     |
|                                      | Giovanni Emanuele Marciello      | 9.274                          | 2,93  | Nuova Democrazia Cristiana           | 9.263   | 2,93  | -     |
|                                      | Luigi Nicola Nargiso             | 3.359                          | 1,06  | Movimento Sociale Fiamma Tricolore   | 3.375   | 1,07  | -     |
| Totale                               | Totale                           | 316.350                        |       |                                      | 316.505 |       | 30    |

Fonti: Candidati - Liste